# Äspenbo
Äspenbo är en by i Östervåla socken, Heby kommun.
Äspenbo omtalas i dokument första gången 1527 ("i Espeboda"). Under 1500-talet upptas byn i jordeboken ett helt mantal skatte om 4 öresland. Förleden i bynamnet är mansnamnet Esbjörn.
Bland bebyggelser på ägorna märks Murar-Pelles, en stuga på nordvästligaste delen av ägorna. Soldaten för roten 305 vid Västmanlands regemente för Offerbo och Äspenbo låg ursprungligen på Äspenbo ägor. Det senast fungerade soldattorpet var Aspentorp som avstyckades från Offerbo 1917. Innan dess låg dock soldattorpet 200 meter nordost om nuvarande Aspentorp.